# Vauciennes (Oise)
Vauciennes ist eine französische Gemeinde mit 700 Einwohnern (Stand: 1. Januar 2022) im Département Oise in der Region Hauts-de-France. Sie gehört zum Arrondissement Senlis und zum Kanton Crépy-en-Valois.

## Geographie
Vauciennes liegt etwa 40 Kilometer ostnordöstlich von Senlis und etwa 33 Kilometer südsüdöstlich von Compiègne. Umgeben wird Vauciennes von den Nachbargemeinden Vez im Norden, Largny-sur-Automne im Nordosten, Coyolles im Süden, Westen und Osten, Ivors im Süden sowie Vaumoise im Westen und Nordwesten.
Durch den Norden der Gemeinde führt die Route nationale 2. 

## Einwohner
| 1962                      | 1968 | 1975 | 1982 | 1990 | 1999 | 2006 | 2013 |
| ------------------------- | ---- | ---- | ---- | ---- | ---- | ---- | ---- |
| 737                       | 717  | 710  | 813  | 763  | 661  | 581  | 684  |
| Quelle: Cassini und INSEE |      |      |      |      |      |      |      |

## Sehenswürdigkeiten
Siehe auch: Liste der Monuments historiques in Vauciennes (Oise)
- Kirche Saint-Léger in Vauciennes aus dem 12. Jahrhundert, Monument historique seit 1951
- Kirche Sainte-Geneviève in Chavres, seit 1951 Monument historique
- Herrenhaus von Le Plessis-aux-Bois, seit 1999 Monument historique

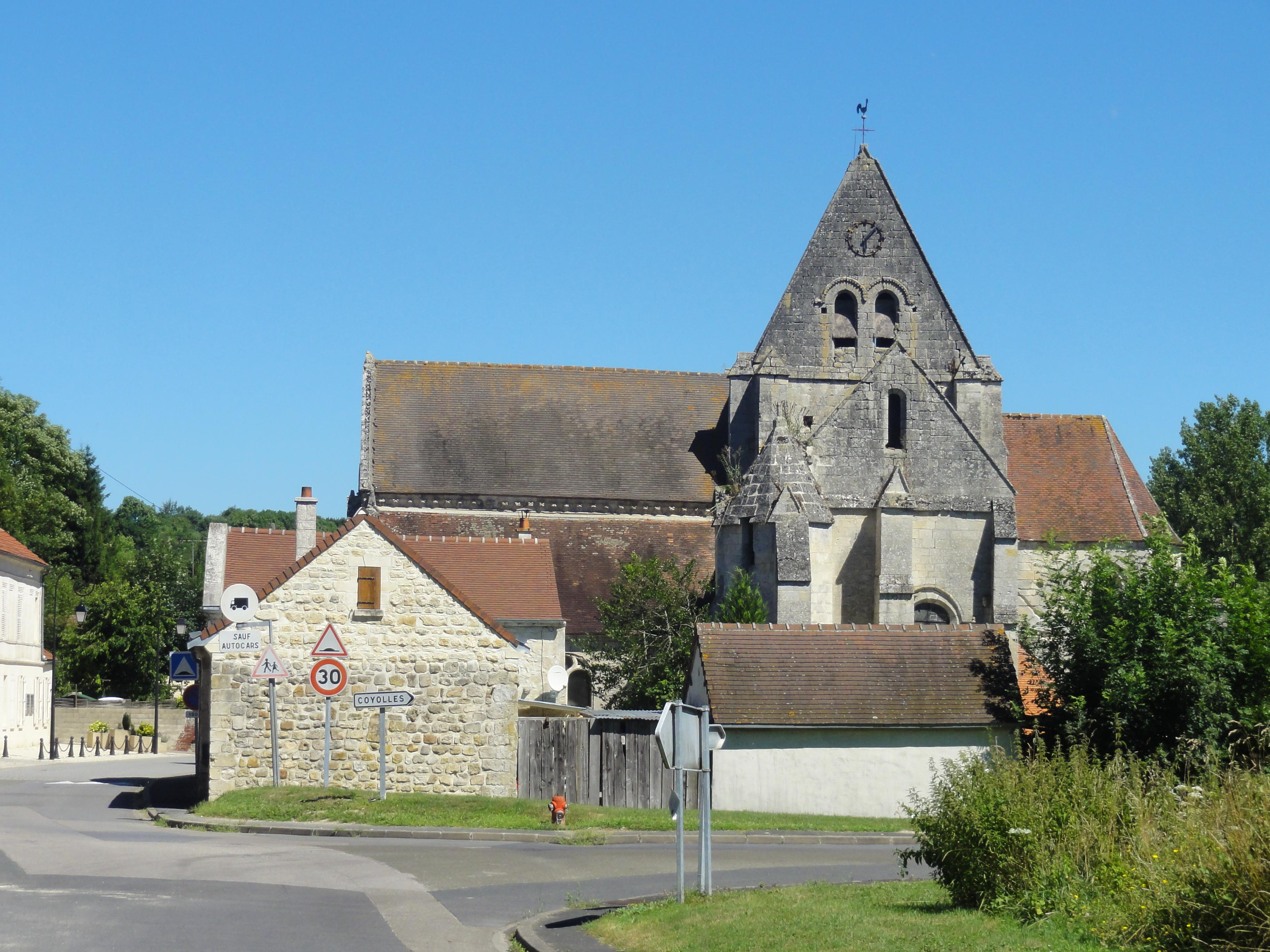
Kirche Saint-Léger
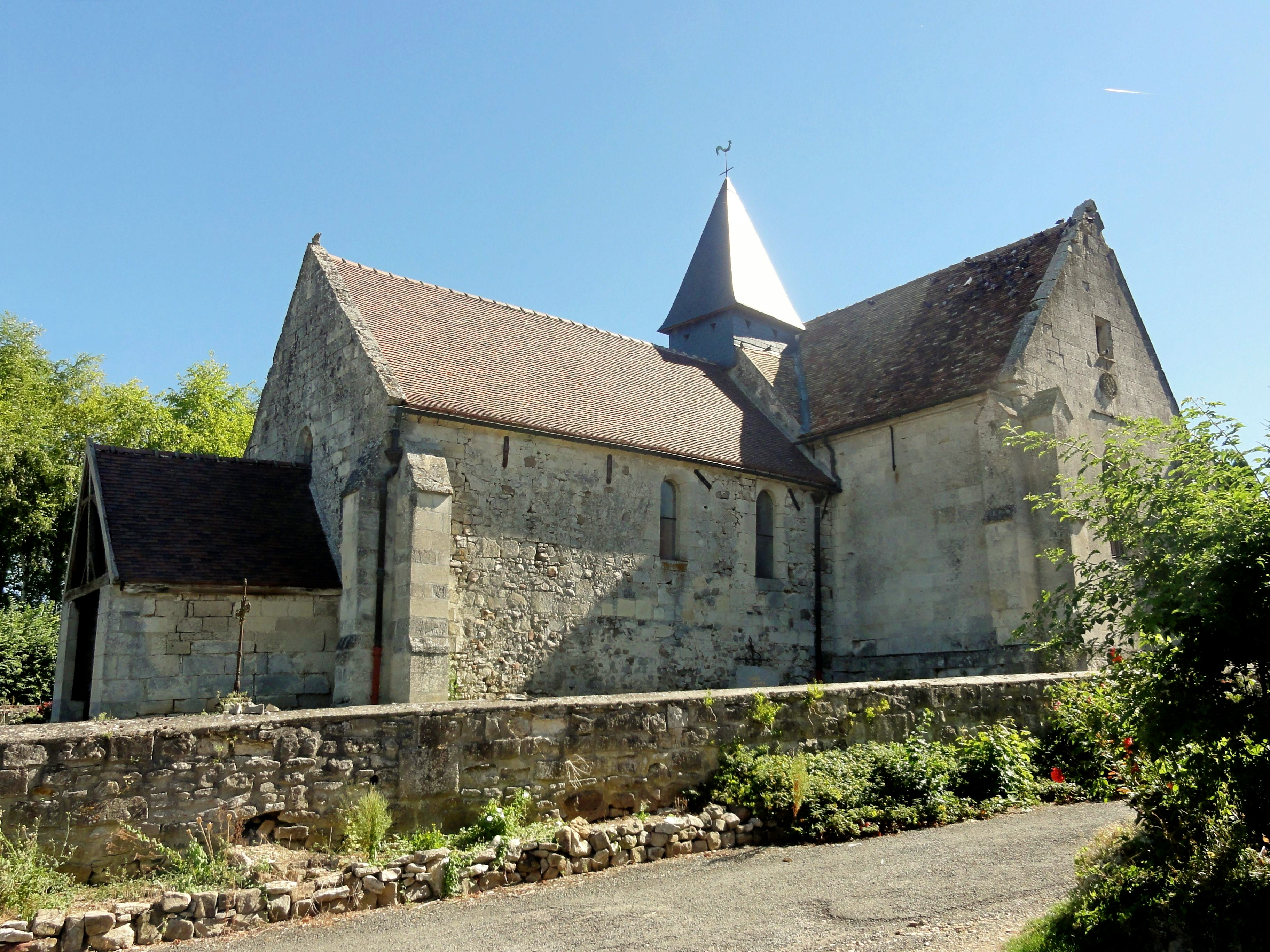
Kirche Sainte-Geneviève